# Galaxia anular polar

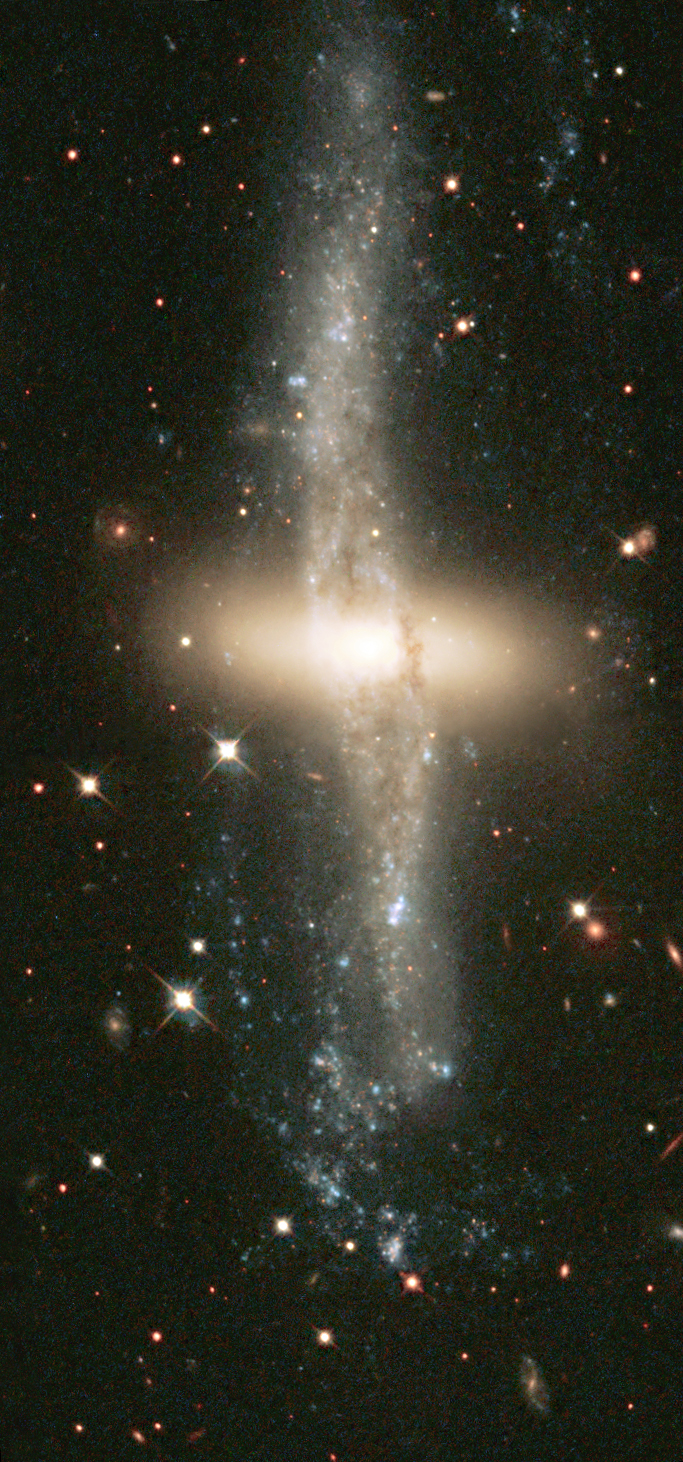
NGC 4650A

Una galaxia de anillo polar o galaxia anular polar es un tipo de galaxia en la que un anillo exterior de gas y estrellas rota sobre los polos de la galaxia. Estos anillos polares se cree que se forman cuando dos galaxias gravitatoriamente interactúan unos con otros. Una posibilidad es que un material es despojado por la marea de una galaxia que pasa a producir el anillo polar se ve en la galaxia de anillo polar. La otra posibilidad es que una galaxia más pequeña choca ortogonalmente con el plano de rotación de la galaxia más grande, con la galaxia más pequeña formando efectivamente la estructura de anillo polar.
Las galaxias de anillo polar más conocidas son las S0s (lenticulares), pero desde el punto de vista físico son parte de una categoría más amplia de galaxias, incluyendo varias galaxias elípticas.
Las cuatro primeras galaxias S0 que se identificaron como las galaxias de anillo polar fueron la NGC 2685, NGC 4650A, A 0136 -0801, y ESO 415-G26. Mientras que estas galaxias han sido ampliamente estudiadas, muchas otras galaxias de anillo polar han sido identificadas desde entonces. En un 0,5% de las galaxias lenticulares se puede encontrar galaxias de anillo polar., y es posible que el 5% de las galaxias lenticulares pueden haber tenido anillos polares en algún momento de sus vidas.
Las primeras galaxias de anillo polar elípticas fueron identificadas en 1978. Fueron NGC 5363, NGC 1947 y Cygnus A, mientras que las galaxias de anillo polar S0,NGC 5128, NGC 2685 y NGC 4650A, en ese momento fueron señaladas como resultado de procesos de formación similares. Sólo unos años más tarde, cuando la primera observación de los movimientos estelares y de gas en las galaxias de anillo polar elípticas y galaxias S0 fueron posibles, gracias a las mejoras en tecnología de espectroscopia, el origen externo de los anillos gaseosos se aclaró. Además del ejemplo más conocido, NGC 5128 (Cen), una galaxia de anillo polar elíptica muy regular, es NGC 5266.